# Sciara inflata
Espèce
Sciara inflata est une espèce fossile d'insectes diptères de la famille des Sciaridae.

## Classification
L'espèce Sciara inflata est décrite en 1937 par le paléontologue français Nicolas Théobald (1903-1981) dans sa thèse ,.

### Une collection de l'Oligocène supérieur des Bouches-du-Rhône
L'holotype est un échantillon A7 des collections de l'Institut géologique de Lyon provenant du gypse d'Aix-en-Provence et conservé au Muséum d'histoire naturelle de Marseille. Celui-ci a un cotype M6 de l'institut géologique de Marseille et de même provenance d'Aix-en-Provence. Cet échantillon est de l'étage Oligocène supérieur ou Chattien, d'il y a 28 à 23,03 Ma,

### Étymologie
L'épithète spécifique latine inflata signifie « gonflé ».

### Espèce homonyme
Attention, GBIF en 2023, signale un deuxième taxon de même nom, Sciara inflata Winnertz, 1867.

## Description

### Caractères
Diagnose de Nicolas Théobald en 1937, : 

« Montre clairement les caractères du g. Sciara, les antennes ont seize articles cylindriques ; abdomen conique. Pattes velues, tibias armés de griffes faibles, quelques cils raides sur tarse. Aile à nervation bien conservée ; Rs se terminant vers le milieu du bord antérieur ; Rs se terminant près du sommet ; M et Cu bifurquées. ».

### Dimensions
La longueur totale est de 5 mm ; la longueur de l'abdomen est de 3,5 mm ; la longueur des ailes est de 3,5 mm.

### Affinités
« Ressemble beaucoup à S. Saportana, mais de taille inférieure ; de plus les ailes n'atteignent pas l'extrémité de l'abdomen. ».

## Biologie
« Ce genre est actuellement répandu dans le monde entier.
Les larves des Sciara se développent dans les végétaux en décomposition, quelques-unes dans les bouses de vache. ».

## Galerie

Espèces sœurs vivantes du genre Sciara.
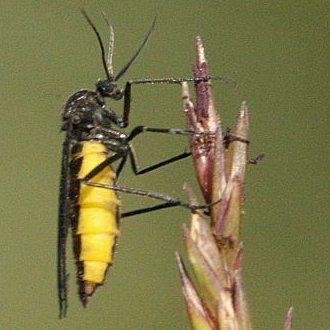
Sciara.analis.
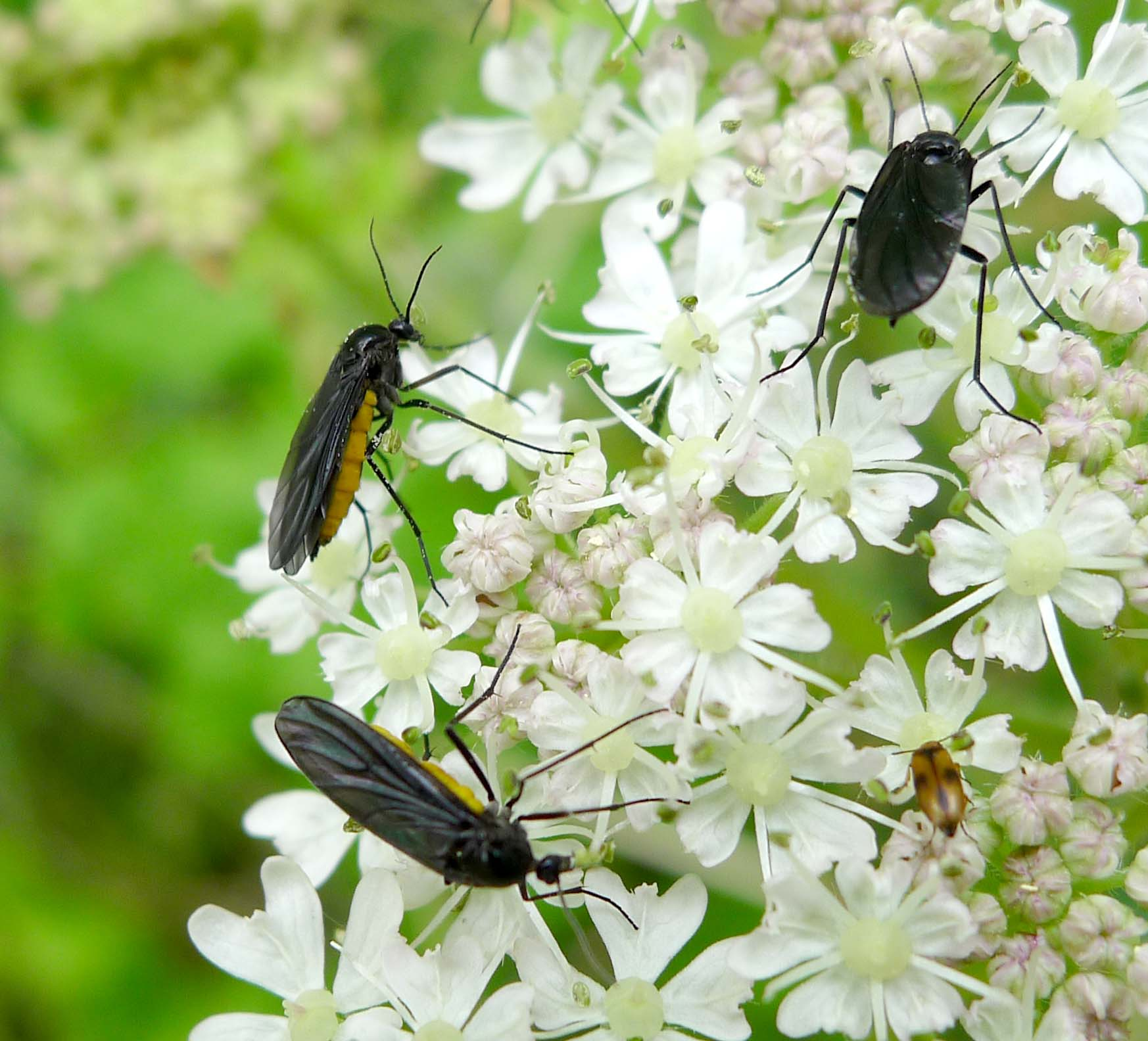
Sciara hemerobioides.
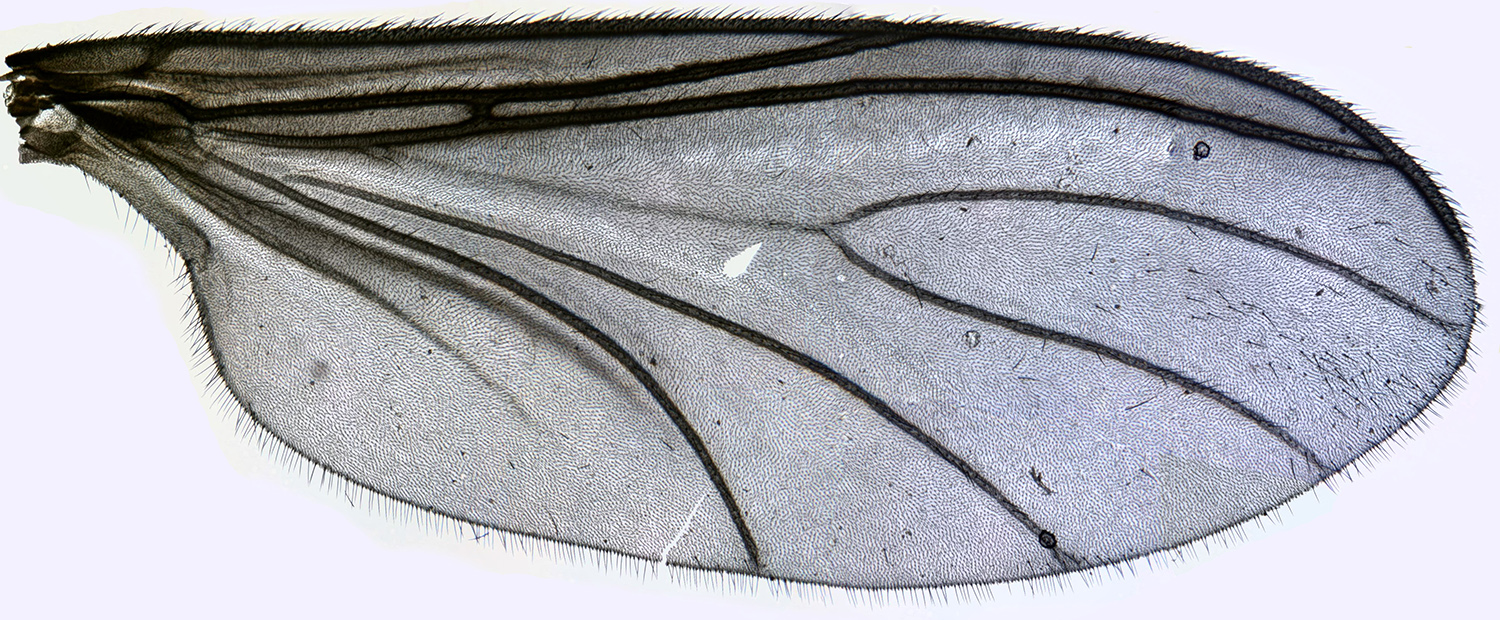
Sciara hemerobioides - aile.
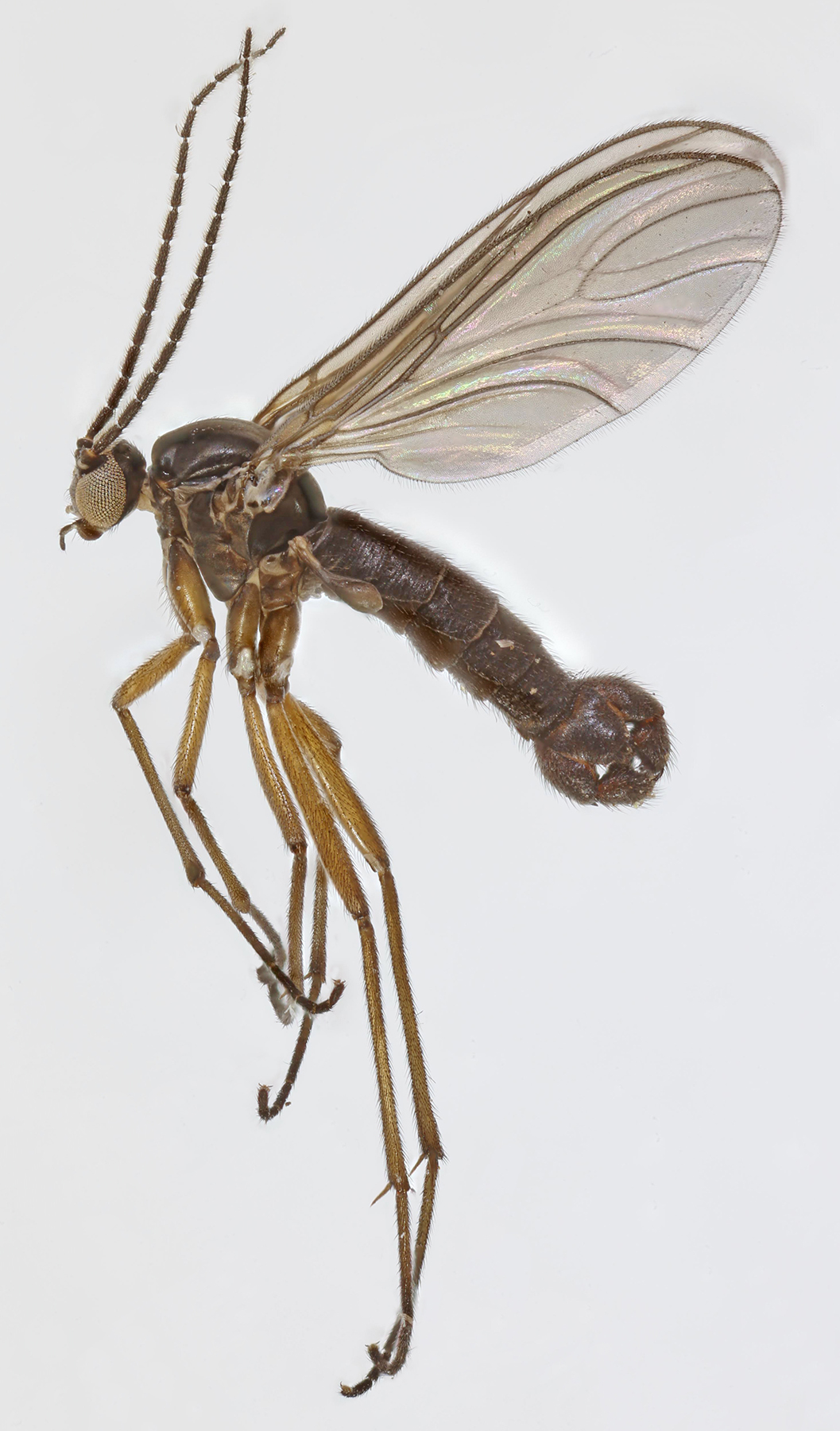
Sciara humeralis.
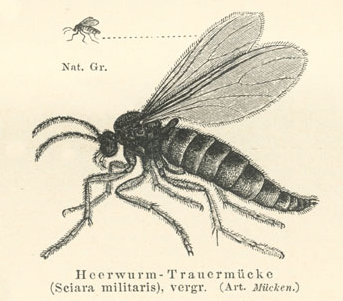
Sciara militaris.

### Publication originale
- [1937] Nicolas Théobald, « Les insectes fossiles des terrains oligocènes de France 473 p., 17 fig., 7 cartes,13 tables, 29 planches hors texte », Bulletin Mensuel de la Société des Sciences de Nancy et Mémoires de la Société des sciences de Nancy, Imprimerie G. Thomas,‎ 1937, p. 1-473 (ISSN 1155-1119 et 2263-6439, OCLC 786027547). .